# Cheimarrichthys fosteri
Cheimarrichthys fosteri е вид бодлоперка от семейство Cheimarrichthyidae. Видът е уязвим и сериозно застрашен от изчезване.

## Разпространение и местообитание
Разпространен е в Нова Зеландия (Северен остров и Южен остров).
Обитава сладководни и полусолени басейни, океани, морета и реки.

## Описание
На дължина достигат до 15 cm.